# Leukemia Research
Leukemia Research, abgekürzt Leuk. Res., ist eine wissenschaftliche Fachzeitschrift, die vom Elsevier-Verlag veröffentlicht wird. Die Zeitschrift erscheint mit zwölf Ausgaben im Jahr. Es werden Arbeiten veröffentlicht, die sich mit malignen hämatologischen Erkrankungen beschäftigen.
Der Impact Factor lag im Jahr 2015 bei 2,606. Nach der Statistik des ISI Web of Knowledge wird das Journal mit diesem Impact Factor in der Kategorie Hämatologie an 39. Stelle von 68 Zeitschriften und in der Kategorie Onkologie an 125. Stelle von 213 Zeitschriften geführt.